# Iosif Păuleț

Wappen von Iosif Păuleţ

Iosif Păuleț (* 17. Oktober 1954 in Tămășeni, Kreis Neamț, Rumänien) ist ein rumänischer Geistlicher und ernannter römisch-katholischer Bischof von Iași.

## Leben
Iosif Păuleț empfing am 29. Juni 1979 das Sakrament der Priesterweihe.
Am 6. Juli 2019 ernannte ihn Papst Franziskus zum Bischof von Iași.